# Huang Hszien-fan
Huang Hszien-fan (egyszerűsített kínai: 黄现璠; hagyományos kínai: 黄現璠; pinyin: Huáng Xiànfán; Kuanghszi-Csuang Autonóm Terület, Kína, 1899. november 13. – Kujlin, Kína, 1982. január 18.) kínai egyetemi tanár, történész, antropológus, nyelvész, etnológus és pedagógus. Egyik alapítója a kínai modern kulturális antropológiának. Az utókor értékelése szerint a „csuangológia atyja”.

## Életútja

### Korai évek
1899. november 13-án született Kuanghszi tartomány Fusui (Fuszuj) megyéjében, Kínából származó csuangó családban, anyanyelve a csuang nyelv volt. Korai éveiben Huang lelkes tanuló volt. Tanulmányait 1917-ben kezdte a Fusui gimnáziumban. 1922 és 1926 között a Nanningi Tanítóképző Akadémia diákjaként történelmet és pedagógiát tanult. Miután 1926-ban lediplomázott Pekingbe költözött, ezt követően beiratkozott a híres Pekingi Tanítóképző Egyetemre, ahol kínai klasszikusokat tanulmányozott. Itt 1932-ben főiskolai oklevelet szerzett, majd 1935-ben szerzett az M.A. fokozatot. Erre az időszakra tehető írói pályafutásának kezdete.
1935-ben Japánba ment, ahol a Tokiói Császári Egyetemen folytatta tanulmányait, Shiratori Kurakichi (白鳥庫吉) hatására ekkor kezdett el az etnológia és az antropológia iránt érdeklődni. Ez alatt az idő alatt olvasta Sir James Fraser The Golden Bough című művét, mely felkeltette érdeklődését az antropológia iránt.

### Pályafutása
Ahonnan 1937-ben tért haza. 1938-tól 1940-ig a kuanghszi egyetemen adjunktus volt, 1940–1941 között docens. Szeptember 1941-ben rendes tanárrá nevezték ki a kuanghszi egyetem történelem tanszékére (legyél első egyetemi tanár a csuangák), ahol 1942-ig dolgozott. 1943-tól 1953-ig a kuanghszi egyetemen tanár volt. Itt kezdte meg a Csuangák és a kinai népi műveltség kutatását. 1953-tól 1982-ig a Kuanghszi Tanítóképző Főiskola (ma: Kuanghszi Tanítóképző Egyetem) tanár volt, ahol 30 éven át oktatott kínai történelmet.
1949-től 1951-ig a kuanghszi egyetemen tanszékvezető volt. 1951-től az kuanghszi egyetemen könyvtár igazgatója volt. 1980-ban egyik alapítója, egyben szaktanácsadó lett a Kína Néprajzi Társaságnak. 1980-ban egyik alapítója, egyben alelnöké lett a Kína Beiyue Néprajzi Társaságnak.

## Lásd még
- (angolul):Csuanga Története
- (német):Csuangológia